# Филачано
Филача̀но (на италиански: Filacciano) е село и община в Централна Италия, провинция Рим, регион Лацио. Разположено е на 197 m надморска височина. Населението на общината е 526 души (към 2010 г.).